# مکس ویتلوک
مکس ویتلوک (به انگلیسی: Max Whitlock) ژیمناست زادهٔ ۱۳ ژانویهٔ ۱۹۹۳ میلادی اهل کشور بریتانیا است.
او در المپیک ۲۰۱۶ ریو دو ژانیرو در دو بخش حرکات زمینی و خرک حلقه به مدال طلا و در مجموع شش اسباب به مدال برنز دست یافت. هم‌چنین در المپیک ۲۰۱۲ لندن دو مدال برنز به دست آورد. ویتلوک در مسابقات جهانی نیز تاکنون یک مدال طلا و چهار مدال نقره کسب کرده‌است.